# Premio taurino del Colegio de Veterinarios de Granada
El Premio taurino del Colegio de Veterinarios de Granada es una distinción que otorga esta institución para reconocer al mejor toro lidiado dentro de la Feria taurina del Corpus Christi de Granada y que fue instituido en el año 2002. El Ilustre Colegio de Veterinarios celebra anualmente su convocatoria y han sido merecedores del premio reses de ganaderías como Núñez del Cuvillo, Victorino Martín o Daniel Ruiz, entre otras.

## Convocatoria
El Colegio de Veterinarios de Granada instituyó en 2002 la creación de un premio taurino para homenajear al toro bravo lidiado en la Feria del Corpus de Granada, un galardón que tomaba el testigo de otros reconocimientos realizados en la ciudad de Granada a las reses que habían formado parte del ciclo de festejos celebrados en la Plaza de toros de Granada, como el que anualmente otorgaba el restaurante La Posada del Duende entre 1987 y 1994. Su primera edición reconoció la figura del toro Cortesano, lidiado e indultado por David Fandila El Fandi, y desde entonces se ha venido celebrando ininterrumpidamente hasta la actualidad.
A lo largo de su historia, y de acuerdo con las bases anteriores del propio premio, se declararon desiertos los correspondientes a los años 2003 y 2007 al considerar el jurado que ningún toro fue merecedor del reconocimiento expreso de la afición y de los veterinarios taurinos de Granada.

## Jurado
El jurado de este galardón está constituido por distintos miembros entre los que cuentan los veterinarios que forman parte de los equipos gubernativos de la Plaza de toros de Granada, los presidentes que actúan como tal durante los festejos celebrados en la ciudad, representantes de los aficionados granadinos así como miembros de la prensa especializada.

## Galardón
La materialización del premio taurino del Colegio de Veterinarios de Granada se hace mediante un galardón de plata y bronce que realiza anualmente el orfebre granadino Miguel Moreno y que representa, en estilo vanguardista, una cabeza de toro.

## Gala de entrega
La entrega del trofeo tiene lugar en las fechas previas al inicio de la feria taurina y se celebra en distintos espacios emblemáticos de la ciudad como el patio del Ayuntamiento de Granada, el Auditorio Manuel de Falla o los jardines del conocido como Carmen de los Mártires. Como acto solemne del Colegio de Veterinarios, en el él participan los miembros de la junta de gobierno de la institución así como representantes políticos de la ciudad, personajes del ámbito taurino de Granada y personalidades y miembros de la sociedad granadina.

## Relación de toros premiados
| Edición | Año  | Toro       | Número | Peso (kg) | Capa            | Edad  | Ganadería          | Fecha               | Torero                 | Ref.   |
| ------- | ---- | ---------- | ------ | --------- | --------------- | ----- | ------------------ | ------------------- | ---------------------- | ------ |
| I       | 2002 | Cortesano  | -      | 598       | Negro           | -     | Daniel Ruiz        |                     | David Fandila El Fandi | [ 9 ]  |
| II      | 2003 | -          | -      | -         | -               | -     | -                  |                     | -                      | [ 4 ]  |
| III     | 2004 | Afanosito  | 206    | 489       | Tostado         | -     | Alcurrucén         |                     | Javier Conde           | [ 10 ] |
| IV      | 2005 | Aguaclara  | 88     | 494       | Castaño bragado | -     | Núñez del Cuvillo  |                     | Morante de la Puebla   | [ 11 ] |
| V       | 2006 | Cartuchero | 86     | 459       | Cárdeno         | -     | Ana Romero         |                     | Jesulín de Ubrique     | [ 12 ] |
| VI      | 2007 | -          | -      | -         | -               | -     | -                  | -                   | -                      | [ 5 ]  |
| VII     | 2008 | Valeroso   | -      | -         | -               | -     | Santiago Domecq    |                     | Sebastián Castella     | [ 13 ] |
| VIII    | 2009 | Violeto    | 178    | -         | Colorado        | -     | Núñez del Cuvillo  |                     | José Tomás             | [ 14 ] |
| IX      | 2010 | Vicioso    | 80     | 552       | Negro           | -     | Gavira             |                     | David Fandila El Fandi | [ 15 ] |
| X       | 2011 | Maletillo  | 85     | 558       | Castaño         | -     | Buenavista         |                     | Manuel Jesús El Cid    | [ 16 ] |
| XI      | 2012 | Chubascoso | 105    | 443       | Negro           | -     | Peñajara           |                     | Miguel Hidalgo         | [ 17 ] |
| XII     | 2013 | Estudioso  | 81     | 519       | Negro           | -     | Victorino Martín   |                     | David Fandila El Fandi | [ 18 ] |
| XIII    | 2014 | Pudoroso   | 135    | 554       | Negro           |       | Victoriano del Río |                     | Rafael Cerro           | [ 19 ] |
| XIV     | 2015 | Triunfo    | 13     | 494       | Negro           | -     | Zalduendo          |                     | Alejandro Talavante    | [ 20 ] |
| XV      | 2016 | Mantecoso  | 32     | 536       | Negro mulato    | -     | El Torero          |                     | Andrés Roca Rey        | [ 21 ] |
| XVI     | 2017 | Sextante   | 31     | 537       | Colorado        | -     | Santiago Domecq    |                     | Andrés Roca Rey        | [ 22 ] |
| XVII    | 2018 | Rescoldito | 227    | 556       | Castaño         | -     | Núñez del Cuvillo  |                     | Alejandro Talavante    | [ 23 ] |
| XVIII   | 2019 | Fogoso     | 154    | 532       | Castaño         | -     | Garcigrande        |                     | José Tomás             | [ 24 ] |
| XIX     | 2021 | Rebujino   | 58     | 491       | Negro           | 09/15 | Daniel Ruiz        | 19 de junio de 2021 | Andrés Roca Rey        |        |